# Yemaneberhan Crippa
Yemaneberhan Crippa, född 15 oktober 1996 i Etiopien, är en italiensk friidrottare som tävlar i långdistanslöpning.

## Karriär
Vid Europamästerskapen i friidrott 2022 tog han brons på 5 000 meter och guld på 10 000 meter. Vid Europamästerskapen i friidrott 2018 tog han brons på 10 000 meter. Vid europeiska spelen 2023 tog han brons på 5 000 meter.